# Сернио
Сернио (итал. Sernio) је насеље у Италији у округу Сондрио, региону Ломбардија.
Према процени из 2011. у насељу је живело 450 становника. Насеље се налази на надморској висини од 613 м.

## Становништво
Према резултатима пописа становништва 2011. у општини је живело 500 становника.
| 1931. | 1936. | 1951. | 1961. | 1971. | 1981. | 1991. | 2001. | 2011. |
| ----- | ----- | ----- | ----- | ----- | ----- | ----- | ----- | ----- |
| 635   | 630   | 569   | 521   | 449   | 454   | 459   | 445   | 500   |